# Лев-ха-Шарон
Лев-ха-Шарон (ивр. לב השרון‎) — региональный совет в Центральном округе Израиля, основанный в 1984 году.
В состав регионального совета входит 19 общин: 16 мошавов, 2 общинных поселения и 1 молодёжная деревня. Главой регионального совета с 2007 года является Амир Ритов.

## История
Ещё в 1964 году было предложено объединить два региональных совета «Хадар-ха-Шарон», «Ха-Шарон-ха-Цфони», чтобы каждый региональный совет содержал около десяти тысяч жителей, но в те годы так ничего осуществлено не было. Только в 1984 году объединение региональных советов было осуществлено и на их основе был создан региональный совет Лев-ха-Шарон.

## Население
По статистическим данным Центрального статистического бюро Израиля население регионального совета на 2024 год составляет 23 765 человек.

## Границы совета
Региональный совет Лев-ха-Шарон ограничен следующими административными единицами:
- С севера: Пардесия и региональный совет Эмек-Хефер
- С востока: Тира, Калансуа и Округ Иудея и Самария
- С юга: Региональный совет Дром-ха-Шарон
- С запада: Нетания и Эвен-Йехуда

До 1997 года в Лев-ха-Шарон также входил Кадима-Цоран, но теперь это отдельный местный совет.

## Города-побратимы
- Виттен, Германия с 1979 года[5].
- Тчев, Польша, с 1997 года.